# Asbjørn Nesheim
Asbjørn Skogstad Nesheim, född 1906 i Trondheim, död 1989, var en norsk språkforskare och etnolog.
Han blev filosofie doktor 1942, blev därefter förstekonservator vid Norsk Folkemuseum 1951, lärare i samiska vid Universitetet i Oslo 1954, och professor i samiska mellan 1959 och 1976. Han gav ut flera arbeten om samiska, finsk-ugriska språk och etnologi. Han var medarbetare i Konrad Nielsens Lappisk ordbok (3 band, 1932–1938), till vilken han 1956 färdigställde band 4 och 1962 ett supplementsband.